# Dubh d'Escòcia
Dubh d'Escòcia   (segle X - Forres, 967 (Gregorià)) fou rei d'Escòcia, fill de Malcolm I. El seu nom, anglitzat com a Duff, potser és un epítet, ja que la Duan Albanach (Cançó dels escocesos) es refereix a ell com a Dubhoda dén, Dubod l'Impetuós. El seu regnat fou molt anàrquic a causa dels atacs dels vikings i dels clans dels Highlands.